# Yaso (ciudad)

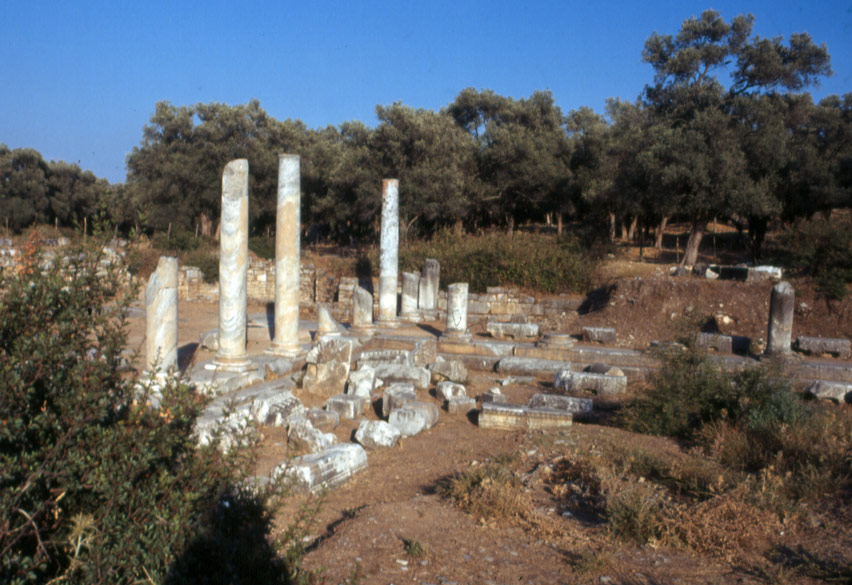
Pórtico del ágora de Yaso, de época romana.

Yaso o Íaso (en griego antiguo: Ἰασός o Ἰασσός, Iasós) fue una ciudad costera de Caria ubicada en el golfo de Yaso, actual golfo de Güllük, enfrente de la moderna ciudad de Güllük, Turquía. Originalmente fue una isla, pero en la actualidad es una península. Está situada en el territorio de Milas de la provincia de Muğla, en Turquía, próxima a la población de Aleví de Kıyıkışlacık o Kıyı Kışlacık, a unos 31 km del centro de Milas.

## Economía
Las montañas de los alrededores proporcionaban una hermosa especie de mármol de un color rojo y blanco pálido, que fue utilizado por los antiguos con fines ornamentales.
Según el geógrafo griego Estrabón, sus aguas ricas en pesca eran el principal sustento de sus habitantes, pues el suelo era poco fértil.

## Historia

Mapa de algunas de las ciudades griegas de Caria y de algunas islas del Dodecaneso, donde se aprecia la ubicación de Yaso, al oeste de Milasa.

Las primeras huellas de la presencia humana en el lugar se remontan al periodo Neolítico. Luego, en la Edad del Bronce Antiguo y en la primera mitad del Bronce Medio se detecta la presencia humana de manera esporádica. En la segunda mitad de la Edad del Bronce Medio los restos son más importantes y revelan un asentamiento de cultura principalmente anatolia pero con influencia minoica como indican los hallazgos de una significativa cantidad de cerámica relacionada con esta civilización. Después, en el periodo Heládico reciente IIIA la cerámica micénica reemplazó a la minoica, después de una destrucción producida quizá como consecuencia de la erupción de Tera; también se da cerámica importada de Argólide y otro tipo de cerámica de fabricación local que imita modelos micénicos, pero los daños producidos en el estrato correspondiente a este periodo por la actividad constructora de época posteriores ha impedido descubrir restos arquitectónicos o necrópolis claramente asociados al asentamiento.
Los historiadores antiguos consideraban a Yaso una fundación colonial de Argos, En época clásica, Yaso era miembro de la Liga de Delos, a la que pagaba un tributo de un talento, y participó en la guerra del Peloponeso. En el invierno del 412 al 411 a. C., los peloponesios bajo el mando del navarca espartano Calcideo navegaron hasta la ciudad persuadidos por Tisafernes, sátrapa de Sardes. En la conquista, en la que sobresalieron los siracusanos, apresaron a Amorges, el gobernador persa, que se había sublevado contra el rey aqueménida Darío II; lo entregaron a Tisafernes y saquearon Yaso. La ciudad fue destruida en esa ocasión, pero debió ser reconstruida, ya que fue sitiada por Filipo V, rey de Macedonia, quien fue obligado por los romanos a restituirla a Ptolomeo V de Egipto.
En el siglo IV a. C. estuvo bajo el dominio del sátrapa Hecatomno y fue conquistada por Alejandro Magno. 
En el año 125 a. C., pasó con el resto de Caria al control de la República romana, formando parte de la provincia romana de Asia. 
Parece que fue abandonada hacia los siglos XV o XVI.
Durante el Imperio otomano, se fundó cerca una ciudad llamada Asin Kale o Asin Kurin, en el sanjak de Menteşe, dentro del vilayato de Esmirna.

## Arqueología
Después de las investigaciones preliminares de Charles Texier en 1835, el asentamiento y la necrópolis de Yaso han sido objeto de regulares excavaciones científicas por parte de la Escuela arqueológica italiana de Atenas, bajo la dirección de Doro Levi (1960-1972), Clelia Laviosa (1972-1984) y Fede Berti (1984-).
Yaso fue habitada ininterrumpidamente desde la Edad del Bronce Antiguo, cubriendo los periodos geométrico, helenístico, romano y bizantino. En época remota , Yaso estuvo influenciada por la cultura de las islas Cícladas. 
En la ciudad se rendía culto a Artemisa Astia, sobre cuya estatua existía la creencia de que a pesar de estar al aire libre nunca era mojada por la lluvia o nieve. En las afueras hay restos de un templo de Artemisa y de villas romanas.